# Chevrolet Cobalt SS
El Chevrolet Cobalt SS es un automóvil que comprende tres versiones del Chevrolet Cobalt que se construyeron sobre la plataforma Delta de General Motors en Lordstown (Ohio), Estados Unidos. Las tres versiones incluían dos motores Ecotec de cuatro líneas de inducción forzada y un tercer motor de aspiración natural que más tarde se llamó Cobalt Sport. SS es una abreviatura de Super Sport, un apodo histórico utilizado por Chevrolet para indicar mejoras de alto rendimiento que cumplen ciertos criterios.
El Cobalt SS fue la primera incursión de GM en el mercado de los tuners, y se lanzó como un cupé de 2,0 L sobrealimentado de 205 caballos (153 kW; 208 PS) a finales de 2004, combinado únicamente con la transmisión manual Saab F35 de 5 velocidades. Al año siguiente, se agregó un modelo SS de aspiración natural equipado con el nuevo motor 2.4 L de 171 caballos (128 kW; 173 PS) de GM en estilos de carrocería cupé y sedán, incluidas opciones de transmisión automática y manual. La producción del cupé sobrealimentado continuó hasta 2007, y después de una breve pausa, el SS se relanzó en el segundo trimestre de 2008 con un motor turboalimentado de 2.0 L más eficiente y potente que producía 260 caballos (194 kW; 264 PS) antes de que terminara toda la producción del Cobalt en 2010.
El Cobalt SS recibió críticas generalmente positivas, particularmente las versiones turboalimentadas y sobrealimentadas. En una reseña de 2013, el periodista Patrick George[cita requerida] lo calificó como el mejor automóvil compacto jamás fabricado por General Motors y un potencial "futuro clásico". En su primer lanzamiento en 2004, la versión sobrealimentada fue elogiada por su rendimiento, pero recibió críticas por su calidad interior y estilo exterior, ambos descritos como demasiado parecidos a su predecesor, el Cavalier. En mayo de 2009, surgieron rumores de que General Motors planeaba eliminar el Cobalt SS ya en diciembre de 2009, pero resultaron ser falsos. La producción continuó, pero las opciones de pedido para los modelos de finales de 2010 fueron limitadas y la producción de todos los Cobalt finalizó en junio de 2009. El automóvil fue reemplazado por el Chevrolet Cruze, pero nunca se construyó una versión de alto rendimiento comparable al Cobalt SS y el Cruze terminó su producción para el mercado norteamericano en 2019.

## Detalles del modelo

### Descripción general
General Motors utilizó cinco motores diferentes de cuatro en línea en el Cobalt durante el transcurso de la producción y designó tres como modelos SS. El primero se lanzó en 2004 como modelo 2005 con un nuevo tren motriz que había debutado un año antes en el Saturn ION Red Line. Estaba disponible únicamente como cupé sobrealimentado. El motor LE5 de 2,4 L de aspiración natural fue el siguiente SS que se lanzó a finales de 2005 como modelo 2006, disponible como cupé y sedán mientras dure su funcionamiento. Sin embargo, a finales de 2007, al mismo tiempo que se hizo el anuncio de la cancelación del SS Supercharged, GM también anunció que el 2.4 L pasaría a llamarse "Cobalt Sport", dejando a Chevrolet sin Cobalt SS durante la primera mitad del año modelo 2008. El Cobalt turboalimentado LNF de 2.0 L fue el último en lanzarse en el segundo trimestre de 2008. Inicialmente, estuvo disponible solo como cupé hasta que se ofreció una opción sedán para el año modelo 2009, pero nuevamente se eliminó para 2010 después de que se produjeron menos de 500.
Los tres modelos del Cobalt SS cuentan con frenos de disco antibloqueo[cita requerida] en las cuatro ruedas. En comparación con el Cobalt básico, el SS tiene fascias delanteras y traseras más bajas para una apariencia más agresiva con luces antiniebla integradas, molduras laterales, detalles interiores y una punta de escape cromada. Exclusivo del Cobalt 2.0 L, son un grupo analógico deportivo con revestimiento de titanio con un velocímetro de 260 km/h, un indicador de impulso montado en el pilar A, asientos delanteros individuales reclinables con superficies de asientos tapizadas en cuero de dos tonos, reposacabezas con ajuste vertical y ajustadores lumbares y de altura del lado del conductor, una suspensión FE5 de ajuste deportivo con una barra estabilizadora delantera de 24 mm y una trasera de 22 mm.

### SS Sobrealimentado

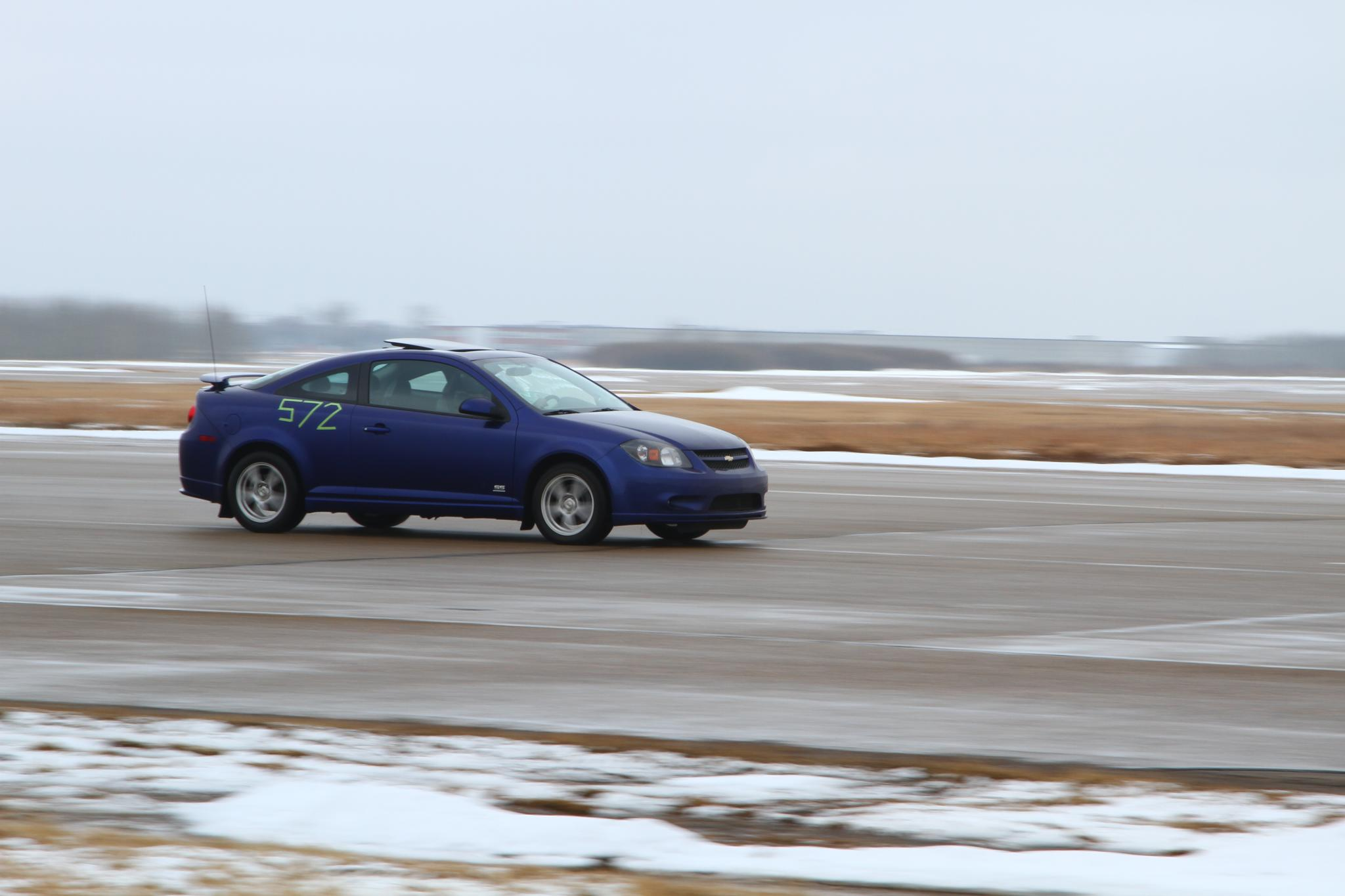
Un SS Sobrealimentado Cobalt de carreras.

Disponible únicamente como cupé, el SS Sobrealimentado  presentaba el motor LSJ Ecotec de 2.0 L con un sobrealimentador tipo Eaton M62 Roots y un Interenfriador. El motor pueden llegar a crear 205 caballos (153 kW) a 5600 rpm y 200 pies·libra fuerza (271 N·m) a 4,400 rpm. Las ruedas de radios anchos de 18 pulgadas con neumáticos Pirelli de verano P215/45R18 eran estándar. Las llantas de radios anchos de 18 pulgadas con neumáticos de verano Pirelli P215/45R18 eran estándar. Opcional para el LSJ era un paquete de rendimiento con un G85 codificado que agregaba asientos individuales Recaro y un diferencial de deslizamiento limitado (DDL). La opción G85 continuó en el Cobalt LNF, pero agregó solo el DDL. El automóvil se hizo famoso por un alerón de alto perfil que era estándar en 2005, pero opcional a partir de 2008, cuando un alerón de perfil más bajo usado en todos los demás cupés Cobalt se convirtió en una opción.
GM ofreció paquetes de mejora de rendimiento instalados por el concesionario llamados "kits de etapa" que estaban cubiertos por la garantía de fábrica. El kit de la Etapa 1 consta de nuevos inyectores de combustible y una reprogramación de la ECU, y produce una mejora de hasta 30 caballos (22 kW). El kit de la Etapa 2 consta de nuevos inyectores de combustible y la misma reprogramación con una correa serpentina más pequeña y una polea para el sobrealimentador, lo que produce una mejora de 36 caballos (27 kW) y 18 lb⋅ft (24 N⋅m) de torque. Tanto el kit de etapa 1 como el de 2 aumentan la línea roja del motor a 7000 rpm. El kit Stage 3 consta de una polea de sobrealimentador más pequeña de 76 mm (3,0 pulgadas), una placa final del intercooler de 2 pasos y una ECU de repuesto personalizable. La ECU de etapa 3 permite el uso de 50 disparos de nitroso, combustible de 100 octanos y una línea roja ajustable de 6.750 a 8.000 rpm. La etapa 3 produce 248 caballos (185 kW) con combustible de 93 octanos, hasta 260 caballos (194 kW) con combustible de 100 octanos y una potencia mucho mayor con nitroso. La Etapa 3 es para uso en pista únicamente y, para enfatizar esto, el aire acondicionado se desactiva con la ECU de la Etapa 3.
Los saltos de las ruedas, el patinaje de las ruedas y una falta general de tracción fueron problemas que se encontraron con frecuencia con el Cobalt sobrealimentado debido a su configuración de tracción delantera y su par relativamente alto. Los soportes de motor, transmisión delanteros y traseros mejorados ayudarían a aliviar estos problemas. Posteriormente, la División de Rendimiento de GM intentó rectificar estos problemas en los automóviles turboalimentados proporcionando neumáticos más anchos, adherentes, y ejes más resistentes.

### SS Turboalimentado

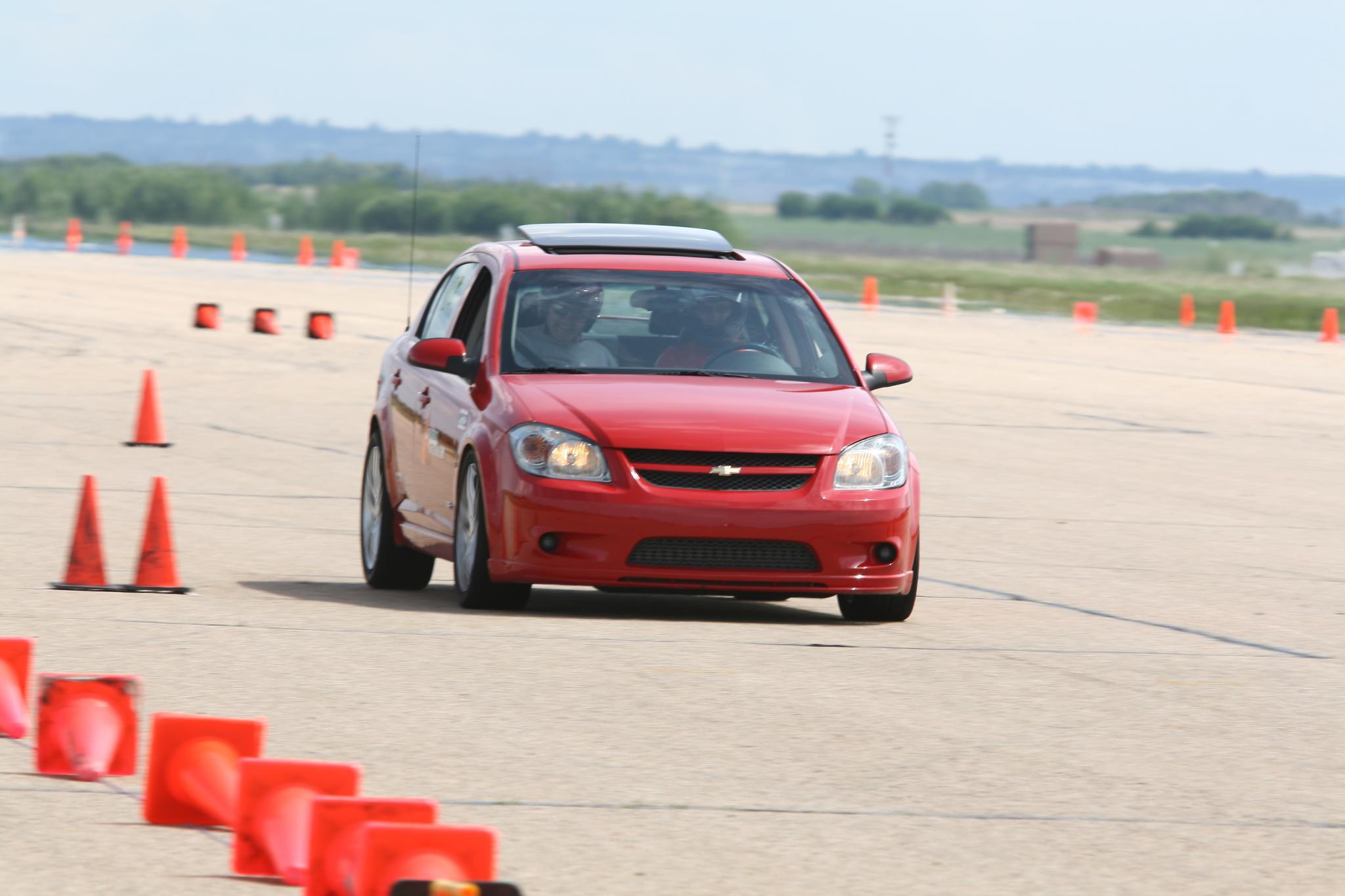
Un SS Turboalimentado sedán de carreras.

El motor LSJ no cumplía con los requisitos de emisiones para el año modelo 2008 y el contrato de General Motors con Eaton había expirado. El Cobalt SS de 2,4 L no sobrealimentado también perdió su designación Super Sport para el año modelo 2008 y pasó a llamarse "Sport", sin dejar ningún SS en producción. Sin embargo, en el otoño de 2007, se anunció un Cobalt SS más potente para el segundo trimestre de 2008, el cual estaría equipado con el motor LNF Ecotec de 2,0 L, turboalimentado, de inyección directa, VVT, que genera 260 caballos (194 kW) a 5300 rpm y 260 lb⋅ft (353 N⋅m) a 2000 rpm, permaneciendo acoplado al F35 y una transmisión manual de 5 velocidades. El motor se introdujo en una aplicación de tracción trasera para la plataforma GM Kappa 2007, que incluye el Saturn Sky, el Pontiac Solstice y el Opel GT.
También fueron nuevos para el SS 2008 los asientos deportivos bordados SS con inserciones UltraLux similares a gamuza, varios colores exteriores nuevos y ruedas forjadas de 18 pulgadas (460 mm) más anchas con radios divididos y llantas P225/40R18 Continental AG, con un estilo similar a los ofrecidos para el Chevrolet Corvette C6. La electrónica del automóvil también era nueva y, junto con una mayor asistencia en condiciones de mala tracción, se agregó una característica de "cambio sin elevación" que permite al conductor mantener el impulso del turbocompresor durante los cambios. Durante un cambio sin elevación, el conductor comienza el cambio normalmente presionando el embrague, pero el pedal del acelerador se mantiene completamente abierto mientras se completa el cambio.
También fue nuevo el "control de lanzamiento", que acelera a aproximadamente 4.800 rpm hasta que se activa el embrague, lo que permite lanzamientos más consistentes en situaciones competitivas. Para activar el control de lanzamiento, el conductor presiona dos veces el botón de control de tracción, que primero apaga el control de tracción y luego notifica al conductor a través del Centro de Información del conductor que el modo competitivo está activo y el control de lanzamiento está listo para usarse. Los propietarios de un Cobalt turboalimentado han descubierto que se pueden lograr mejores tiempos en carreras cuando el automóvil se arranca manualmente. Estas características ayudan a impulsar el automóvil de 0 a 97 km/h en 5,5 segundos y un tiempo de cuarto de milla en 13,9 segundos a 165,0 km/h. GM había ofrecido previamente un cuatro cilindros turboalimentado con tracción delantera en el Pontiac Sunbird GT de 1986-1990 y el Buick Skyhawk T-Type de 1986 a 1988.
La novedad para 2009 fue la opción sedán de cuatro puertas antes mencionada, así como una "pantalla de rendimiento reconfigurable" (PRR) opcional solo para el cupé. La opción de $295 reemplazó el medidor de impulso en el pilar A y permite al conductor manipular el control de tracción, el control de estabilidad, los "puntos de cambio" y la activación del modo de competencia, así como información sobre el torque, caballos de fuerza del motor, la fuerza G, el impulso, relación aire-combustible de banda ancha, presión barométrica, temperatura y voltaje de la batería. Para 2010, el PRR y un techo corredizo eléctrico eran estándar. Las opciones de color interior rojo/ébano y gris/ébano también se eliminaron, al igual que el sedán turboalimentado.
En octubre de 2009 estuvo disponible un kit de etapa 1 que aumenta la potencia a 290 caballos (216 kW) y 340 lb⋅ft (461 N⋅m) después de varios retrasos. El propietario del automóvil puede instalar el kit, pero la modificación final de la unidad de control del motor del vehículo debe realizarse en un concesionario GM.

### SS de Aspiración natural
Chevrolet introdujo un Cobalt SS de aspiración natural en el otoño de 2005 como modelo 2006, disponible como cupé y sedán. Presentaba el motor 2.4 LE5 con sincronización variable de válvulas, que generaba 171 caballos (128 kW) a 5600 rpm y 163 lb⋅ft (221 N⋅m) a 5000 rpm, que luego se aumentó a 167 lb⋅ft (226 N⋅m) a 4.500 rpm. El motor LE5 se combinó con una manual de 5 velocidades (u opcionalmente la automática 4T45 de 4 velocidades) para 2006 y se introdujo tanto en la plataforma FWD Delta como en la plataforma RWD Kappa. Para los años modelo 2006 y 2007, el automóvil se llamó SS o "1SS", pero fue reemplazado por el apodo "Cobalt Sport" en 2008 con la introducción anticipada del SS turboalimentado; es la transmisión Getrag F23 con diferentes relaciones de la F35 en los autos de inducción forzada, y es la misma transmisión que Chevrolet acopló al motor L61 de 2.2 L en los Cobalt LS y LT.
Otros cambios respecto al coche sobrealimentado son notables pero no drásticos; las llantas de radios anchos de 17 pulgadas con neumáticos Pirelli para todas las estaciones P205/50R17 más estrechos eran estándar, al igual que el alerón de perfil bajo. Los Cobalt con paquete deportivo de 2,4 L y 2,2 L tienen un velocímetro de 220 km/h con indicadores de esfera blanca opcionales. El coche monta la suspensión FE3, superior y más deportiva a la de los Cobalts básicos, pero menos refinada que la FE5 en los coches sobrealimentados y turboalimentados. Los frenos del modelo de 2,4 L de aspiración natural y sobrealimentado son idénticos, pero el modelo turboalimentado recibió un sistema de frenos Brembo mejorado. Los parachoques delantero y trasero son iguales, pero el delantero carece de un accesorio de borde y la parte inferior de la fascia trasera es ligeramente diferente. Con la excepción del estilo exterior y algunos adornos interiores, el vehículo es idéntico al Pontiac G5 GT.
| Rendimiento del Chevrolet Cobalt SS                                                  | Rendimiento del Chevrolet Cobalt SS                  | Rendimiento del Chevrolet Cobalt SS | Rendimiento del Chevrolet Cobalt SS |
|                                                                                      | SS De aspiración natural con manual de 5 velocidades | SS sobrealimentado                  | SS turboalimentado                  |
| ------------------------------------------------------------------------------------ | ---------------------------------------------------- | ----------------------------------- | ----------------------------------- |
| 0-96,5 kilómetros por hora (0-60 mph)                                                | 7.1 segundos                                         | 5.9 segundos                        | 5.5 segundos                        |
| 1⁄4 milla                                                                            | 15.6 a 140 km/h (87,0 mph)                           | 14.4 a 160 km/h (99,4 mph)          | 13.9 a 166 km/h (103,1 mph)         |
| Velocidad máxima*                                                                    | 208 km/h (129,2 mph)                                 | 254 km/h (157,8 mph)                | 249 km/h (154,7 mph)                |
| *Según lo limitado electrónicamente por la unidad de control del motor del vehículo. |                                                      |                                     |                                     |

## Recepción
Las críticas sobre el Cobalt SS sobrealimentado fueron en general positivas. Si bien el Cavalier recibió críticas muy negativas, el Cobalt sobrealimentado fue visto como una mejora y una valiosa primera entrada para GM en el mercado de tuners. Sin embargo, el ajuste y el acabado general fueron deficientes y los niveles de potencia no estaban a la altura de los de otros competidores. El periodista Thom Blackett dijo: "En comparación con automóviles más contemporáneos, incluidos el Dodge Neon SRT-4 y el Subaru WRX, esa insignia SS parece perder algo de su brillo". La transmisión F35 también se ha considerado inferior a la de la generación más nueva del Civic Si de Honda.A los críticos tampoco les gustaron las ruedas pesadas que afectaban negativamente el manejo, así como el alerón que obstruía la visibilidad trasera. Hablando del alerón aerodinámico de alto perfil, la periodista automotriz Alexandra Straub dijo: "el alerón de la tapa del maletero estaba directamente en mi línea de visión cuando miraba por el espejo retrovisor. Es casi como si cortara todo por la mitad". En su reseña de un modelo posterior, John Neff de Autoblog llamó el aleón  "desagradable". Algunos propietarios de Cobalt SS han intercambiado alerones con propietarios de versiones inferiores para obtener una apariencia menos agresiva. El Cobalt SS de aspiración natural ha sido visto como una mejora con respecto a los modelos base con su motor de 2,4 L ligeramente más potente, pero notablemente inferior al coche sobrealimentado. 